# Erwin Lahousen
Erwin Lahousen von Vivremont, de son nom complet Erwin Heinrich René Lahousen Edler von Vivremont, est un Generalmajor allemand, d’origine autrichienne, né le 25 octobre 1897 à Vienne et mort le 24 février 1955 à Innsbruck.
Au cours de la Seconde Guerre mondiale, il est membre de l’Abwehr et un résistant au nazisme : il joue notamment un rôle clé dans les tentatives d’attentat contre Adolf Hitler, le 13 mars 1943 et le 20 juillet 1944. Après la guerre, il est un important témoin de l’accusation au procès de Nuremberg et sera libéré grâce à l'entremise de son amie Madeleine Richou.

## Biographie
Issu d’une famille noble autrichienne, Lahousen prend part à la Première Guerre mondiale au sein de l’armée austro-hongroise. Après la fin du conflit, il devient le chef du contre-espionnage autrichien.
En 1933, Lahousen fait la connaissance de Madeleine Richou, et lui transmet peu à peu des informations cruciales, notamment sur les nombreux projets d’Hitler, qu'elle transmet de son côté au Deuxième bureau tout au long de la guerre.
Après l’Anschluss (1938), les services secrets autrichiens sont absorbés par l’Allemagne et Lahousen rejoint l’Abwehr, dirigé par l’amiral Wilhelm Canaris. Partageant des sentiments anti-nazis, les deux hommes sympathisent ; Lahousen fait partie d’un cercle d’officiers triés sur le volet, qui s’opposent à la manière dont Hitler dirige l’agence de renseignement. Canaris le nomme à la tête de la section II de l’Abwehr, qui s’occupe principalement de sabotage.
À ce poste, Lahousen s’acquitte avec succès des opérations de sabotage lors de l’invasion de la Pologne ; par la suite, Canaris donnant la priorité à l’espionnage sur le sabotage, c’est à l’espionnage que sont essentiellement formés les agents envoyés au Royaume-Uni, avec des résultats désastreux, nombre d’entre eux étant retournés. Les opérations de l’Abwehr aux États-Unis, lancées en juin 1942, se soldent aussi par un échec : livrés au FBI par l’un d’entre eux, six des huit hommes de Canaris sont arrêtés, jugés par un tribunal militaire, condamnés à mort et exécutés.
En mars 1943, le général Lahousen participe au complot visant à éliminer Hitler à Smolensk. Affecté la même année sur le front de l'Est, il échappe ainsi à la disgrâce de l’Abwehr, en février 1944, et à celle de l’amiral Canaris, déporté puis exécuté après l’échec de l'attentat du 20 juillet 1944, attentat pour lequel Lahousen affirma plus tard qu’il était l’un de ceux qui fournirent les explosifs aux conjurés. Bien qu’il ait été établi que la bombe utilisée, de fabrication britannique, était du type des engins saisis par l’Abwehr, Lahousen n’éveille aucun soupçon.
Après la guerre, Lahousen témoigne volontairement, comme premier témoin de l’accusation, lors du procès de Nuremberg, ce rôle prééminent lui étant confié en tant que seul survivant de la résistance à Hitler au sein de l’Abwehr. Son témoignage permet notamment de donner des preuves de l’assassinat de centaines de milliers de prisonniers de guerre soviétiques et du massacre de plus d’un million de Juifs perpétré par les Einsatzgruppen en Pologne et en Union soviétique.